# Ricard Squella Martorell
Ricardo Squella Martorell (Ciutadella, Menorca, 1927 - 23 de desembre de 1993), marquès de Menas Albas i XIII marquès de terranova, fou un aristòcrata, terratinent i polític menorquí, fill de Gabriel Squella y Rossinyol de Zagranada i María de las Mercedes de Martorell y Téllez-Girón.

## Trajectòria
Llicenciat en dret. Detenia els títols de marquès de Menas Albas i marquès de Terranova, una de les famílies de l'aristocràcia terratinent menorquina. Era propietari de les finques d'Algaiarens, Torrevella, Son Squella, Binisegarra (Alaior), Son Salomó, Sa Font Santa i S'Hort de La Vall.
Fou diputat per Menorca per Aliança Popular a les eleccions generals espanyoles de 1982. Fou vocal de les Comissions de Defensa, d'Agricultura, Ramaderia i Pesca i de Comissió de Reglament de 1982 a 1986. Va morir d'un infart de miocardi en 1993.